# 明牛駅
座標: 北緯46度59分44秒 東経142度1分27秒 / 北緯46.99556度 東経142.02417度
明牛駅（あけうしえき）は、樺太真岡郡広地村に存在した鉄道省樺太西線の駅。

## 歴史
- 1920年（大正9年）10月11日：樺太庁鉄道西海岸線本斗駅 - 真岡駅間開通により開業[1]。
- 1943年（昭和18年）4月1日：南樺太の内地化により、鉄道省に移管。
- 1945年（昭和20年）8月：ソ連軍が南樺太へ侵攻、占領し、駅も含め全線がソ連軍に接収される。
- 1946年（昭和21年）
  - 2月1日：日本の国有鉄道の駅としては、書類上廃止。
  - 4月1日：ソ連国鉄に編入。ロシア語駅名は「シェールヌイエ イストーチニキ」。

## 駅名の由来
当駅の所在する地名からであり、地名はアイヌ語の「アッ・ケプ・ウシ・イ」（オヒョウ（ニレ）の皮を採る所）による。

## 運行状況
（1944年当時）
- 上りは本斗駅行き5本が運行されていた。
- 下りは野田駅行きと久春内駅行き各2本と北真岡駅行き1本が運行されていた。

## 隣の駅
鉄道省樺太鉄道局
樺太西線
広地駅 - 明牛駅 - （湯ノ沢駅） - 手井駅